# Endasys tricoloratus
Endasys tricoloratus là một loài tò vò trong họ Ichneumonidae.